# Mulhall
Mulhall és un poble dels Estats Units a l'estat d'Oklahoma. Segons el cens del 2000 tenia 239 habitants.

## Demografia
Segons el cens del 2000, Mulhall tenia 239 habitants, 88 habitatges, i 69 famílies. La densitat de població era de 369,1 habitants per km².
Dels 88 habitatges en un 37,5% hi vivien nens de menys de 18 anys, en un 62,5% hi vivien parelles casades, en un 11,4% dones solteres, i en un 20,5% no eren unitats familiars. En el 17% dels habitatges hi vivien persones soles el 9,1% de les quals corresponia a persones de 65 anys o més que vivien soles. El nombre mitjà de persones vivint en cada habitatge era de 2,72 i el nombre mitjà de persones que vivien en cada família era de 2,96.
Per edats la població es repartia de la següent manera: un 27,2% tenia menys de 18 anys, un 7,5% entre 18 i 24, un 28% entre 25 i 44, un 23% de 45 a 60 i un 14,2% 65 anys o més.
L'edat mediana era de 34 anys. Per cada 100 dones de 18 o més anys hi havia 89,1 homes.
La renda mediana per habitatge era de 31.750 $ i la renda mediana per família de 37.969 $. Els homes tenien una renda mediana de 30.500 $ mentre que les dones 21.875 $. La renda per capita de la població era de 13.804 $. Entorn del 14,1% de les famílies i el 15,4% de la població estaven per davall del llindar de pobresa.

## Poblacions més properes
El següent diagrama mostra les poblacions més properes.